# Kullerstock

Helmsman = rorsman. Whipstaff = kullerstock. Tiller = rorkult.

Kullerstock (från nederländska kolderstok) kallades en hävarm, kopplad till rorkulten på större skepp, som  började användas i slutet av 1500-talet. När kullerstocken manövrerades från "styrplikten", kunde rorsmannen bara se bramseglen. Det var först när kullerstocken drogs upp genom halvdäck, som rorsmannen kunde stå ute och ha full uppsikt på alla segel vilket var särskilt viktigt på kryss. Kullerstocken ersattes på 1700-talet av skeppsratten.
Ett exempel på kullerstockens användning kar härledas till regalskeppet Vasa där rodret manövrerades från "styrplikten" (styrhytten) som var ett högt smalt rum framför mesanmasten. I styrhytten stack kullerstocken upp. Det var en vertikal stång förbunden med rorkulten. Genom att föra kullerstocken åt babord, vreds rodret (och därmed skeppet) åt babord. Fördes kullerstocken åt styrbord, vreds rodret åt styrbord. 